# Red Vives de Universidades
La Red Vives de Universidades (oficialmente en valenciano/catalán Xarxa Vives d’Universitats, o por su sigla XVU) es una asociación sin ánimo de lucro que representa y coordina la acción conjunta de 22 universidades de los territorios de Andorra, España, Francia e Italia en los que existe un porcentaje significativo de población de habla catalana. La finalidad de la Red Vives es potenciar las relaciones entre las instituciones universitarias de Cataluña, la Comunidad Valenciana, las Islas Baleares, el departamento francés de Pirineos Orientales, Andorra y Cerdeña, y también de otros territorios con vínculos geográficos, históricos, culturales y lingüísticos comunes, para crear un espacio universitario que permita coordinar la docencia, la investigación y las actividades culturales y potenciar la utilización y la normalización de la lengua catalana. Con todo, la misión de la institución es promover la cohesión de la comunidad universitaria y reforzar la proyección y el impacto de la universidad en la sociedad.
Creada inicialmente bajo el nombre de Instituto Joan Lluís Vives, en honor al humanista valenciano Juan Luis Vives, la Red se constituyó el 28 de octubre de 1994 en Morella (els Ports). Los rectores de 13 universidades —públicas y privadas— firmaron el acta de constitución. En 2010, con la incorporación de la Universidad de Sassari, Cerdeña, la que tiene más influencia sobre la ciudad de Alguer, la red incluye representantes de cuatro estados europeos: Andorra, España, Francia e Italia. La última incorporación, en 2017, fue la de la Universidad CEU Cardenal Herrera.
La asociación representa un colectivo superior al medio millón de personas, de les cuales unas 500.000 son estudiantes, unas 40.000, profesorado y unas 20.000, personal de administración y servicios. Los valores que rigen la actividad de la institución son la unidad lingüística de las comunidades universitarias miembros, la colaboración interuniversitaria, la equidad entre todas las universidades, el respeto a la autonomía universitaria, la democracia como forma de gobierno y la voluntad de proyección y servicio conjunto a la sociedad.
Cada año, durante el acto de clausura del curso académico universitario, el Consejo General de rectoras y rectores de la Red Vives entregan la Medalla de Honor de la institución, en reconocimiento a la trayectoria profesional y el compromiso con la ciencia y la cultura que, desde diferentes ámbitos y disciplinas, han desarrollado las personas homenajeadas.

## Universidades Asociadas
- Universidad Abad Oliva CEU
- Universidad Abierta de Cataluña
- Universidad de Alicante
- Universidad de Andorra
- Universidad Autónoma de Barcelona
- Universidad de Barcelona
- Universidad CEU Cardenal Herrera
- Universidad de Gerona
- Universidad de las Islas Baleares
- Universidad Internacional de Cataluña
- Universidad Jaime I de Castellón
- Universidad de Lérida
- Universidad Miguel Hernández de Elche
- Universidad de Perpiñán Via Domitia
- Universidad Politécnica de Cataluña
- Universidad Politécnica de Valencia
- Universidad Pompeu Fabra
- Universidad Ramon Llull
- Universidad Rovira i Virgili
- Universidad de Sassari
- Universidad de Valencia
- Universidad de Vich - Universidad Central de Cataluña

## Estructura

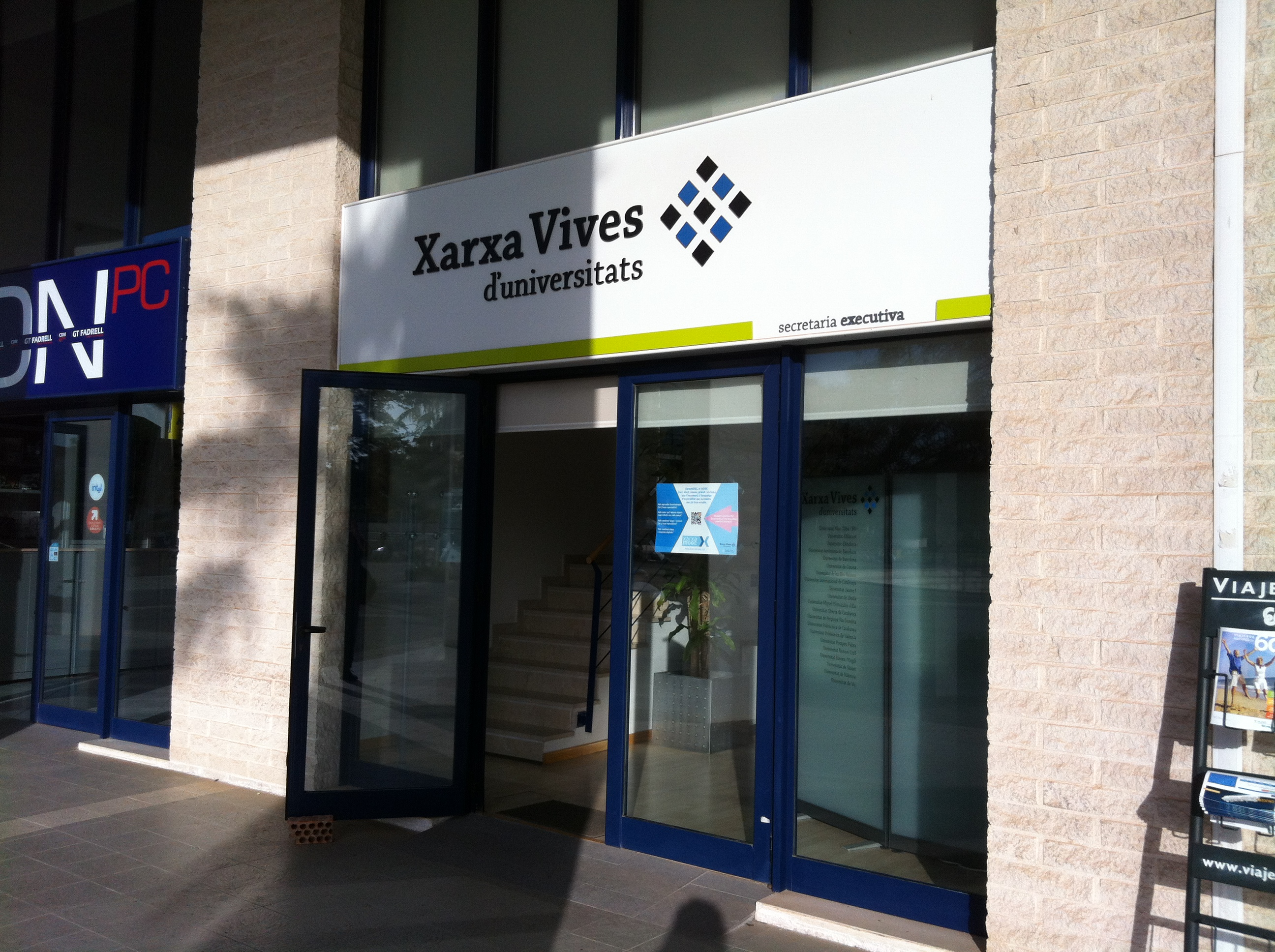
Sede de la Red Vives de Universidades en el campus de la Universidad Jaume I de Castellón.

Los órganos de la Red Vives son el Consejo General, la Presidencia, la Comisión Permanente, la Secretaría Ejecutiva y las comisiones y grupos de trabajo. La composición y el funcionamiento de los órganos de gobierno y de las comisiones se rige por un sistema democrático que respeta la equidad entre todas las universidades. Todos los órganos de gobierno y las comisiones de la institución tienen 22 miembros, uno por cada universidad asociada.
La Presidencia de la Red es semestral y rotatoria entre todas las universidades miembro y el órgano supremo de decisión y de definición estratégica es el Consejo General, compuesto por los 22 rectores. La Comisión Permanente es el órgano de administración y gestión ordinaria de la asociación. Está formada por un representante de cada universidad, y tiene como función organizar y desarrollar las actividades de la Red de acuerdo con el programa general de actuación aprobado por el Consejo General.
Las comisiones y grupos de trabajo son órganos creados para desarrollar el plan de actuación anual de la Red Vives de Universidades, de acuerdo con la coordinación de la Comisión Permanente. Son de carácter específico y se centran en llevar a cabo las acciones previstas en los programas sectoriales.

## Servicios a universidades
La Red Vives lidera servicios para universidades con el objetivo de contribuir al proceso de construcción y de desarrollo económico y social de esta región universitaria transfronteriza de la Europa Mediterránea:
- Definición, coordinación y desarrollo de proyectos universitarios y en colaboración con otras instituciones
- Liderazgo de programas internacionales
- Coordinación de grupos de trabajo interuniversitarios: técnicos, docentes y de investigación
- Elaboración de estudios e informes
- Coordinación y elaboración de recursos: guías, catálogos, buscadores y material de consulta en línea
- Representación y participación en ferias y foros sectoriales
- Organización de eventos: jornadas, seminarios, congresos y actividades culturales

## Programas
El plan de actuación anual de la Red Vives cuenta con más de 150 acciones que se estructuran en programas sectoriales.

Comunicación
El programa de Comunicación de la Red Vives estudia la transformación de la comunicación digital en las universidades y desarrolla proyectos conjuntos en este ámbito. En el marco de este programa se establecen también canales de colaboración para compartir experiencias y estrategias que permiten afrontar los retos presentes y de futuro en este ámbito.
El desarrollo de este programa corresponde al Grupo de Trabajo de Comunicación Digital, formado por las personas que trabajan en el ámbito de la comunicación digital en las universidades de la Red Vives.

Cultura
En el marco del programa de Cultura se analizan estrategias de promoción de la participación de la comunidad universitaria en las actividades culturales y se impulsan eventos culturales conjuntos, como la Bienal de Teatro Universitario. Esta muestra interuniversitaria, de carácter itinerante y abierta al público, se desarrolla bajo el formato de un maratón de actuaciones donde cada universidad participante representa una obra. La Bienal facilita que los grupos de teatro universitarios compartan conocimientos, experiencias y se forman a través de diferentes talleres y cursos que se organizan en el marco de la actividad.
El desarrollo de este programa corresponde a la Comisión de Cultura y al Grupo de Trabajo de Gestión Cultural de la Red Vives de Universidades.

Estudiantes
Este programa incorpora herramientas para orientar la toma de decisiones sobre las políticas universitarias dirigidas a los estudiantes, incluye acciones interuniversitarias formativas para potenciar las competencias transversales, y ofrece ayudas para promover la movilidad. Desde la Red Vives también se contribuye al empoderamiento del asociacionismo estudiantil como herramienta de participación y transformación.
Una de las actividades troncales del programa de Estudiantes es la Liga de Debate, una competición de oratoria entre equipos de estudiantes de los territorios de habla catalana. La Liga de Debate dispone de dos modalidades: de secundaria y bachillerato, y universitaria. Cada año, más de 5000 estudiantes participan, lo que la ha convertido en la competición de oratoria más relevante del sur de Europa. El objetivo de la Liga de Debate es fomentar el uso de la palabra y promover el talento de los estudiantes mediante el uso del catalán como lengua vehicular y el trabajo en equipo, lo que permite la adquisición de competencias transversales para a la vida académica y profesional futura.
Otro de los proyectos troncales del programa de Estudiantes de la Red Vives es el estudio Vía Universitaria, un instrumento para la definición de políticas de equidad social y de género en el sistema universitario. A través de una encuesta a los estudiantes, el programa crea una base sólida de conocimiento sobre la vida universitaria en el territorio de la Red Vives de Universidades. La última edición, la segunda del programa, se llevó a cabo entre los años 2017 y 2019 y encuestó a más de 40.000 estudiantes de 20 universidades de la Red Vives.

Igualdad de Género
El programa de Igualdad de Género responde al compromiso de las universidades para incluir de manera efectiva la perspectiva de género en todos los entornos de la docencia, la investigación y la gestión universitaria. El programa contempla el tratamiento del género en todos los niveles, desde el análisis de necesidades hasta la elaboración de informes y recursos y la formación y difusión de la aplicación de la perspectiva de género.
El desarrollo de este programa corresponde al Grupo de Trabajo de Igualdad de Género, que en el marco de su plan de trabajo ha publicado, entre otras obras, el Diccionario Biográfico de Mujeres (en catalán); un Documento de Trabajo para la elaboración del Protocolo ante situaciones de acoso sexual, por razón de sexo o por orientación sexual (en catalán) en las universidades; el informe La perspectiva de género en la docencia y en la investigación en las universidades de la Red Vives (en catalán); los Criterios multilingües para la redacción de textos igualitarios (en catalán e inglés); así como la colección Guías para una docencia universitaria con perspectiva de género (en catalán).

Lengua
La unidad lingüística es el principal valor fundacional sobre el que se creó la Red Vives y ya desde el inicio se dota de una Comisión de Lengua que ha desarrollado de forma continuada su labor de coordinación, intercambio, formación y proyección de la lengua.
La Red Vives ha sido pionera en desarrollar un plan de política lingüística propio, consensuado por 22 universidades de un mismo dominio lingüístico de 4 estados, que incorpora criterios generales en materia de lengua, aplicables a todos los ámbitos de la universidad, y que velan por la normalización, el multilingüismo, la coordinación de acciones y la promoción del catalán a través de más de 60 líneas de trabajo cada año. También se impulsan acciones para potenciar las relaciones entre las principales entidades lingüísticas y la interlocución y mediación entre ellas, las universidades y las entidades gubernamentales en materia de política lingüística.
En el marco del programa de Lengua de la Red Vives de Universidades se han desarrollado diferentes recursos de utilidad en lengua catalana, los cuales están a disposición de los usuarios en formato abierto y en línea. Se trata, por ejemplo, de diccionarios (como el Diccionario de Dudas del Catalán Oral-DDCOR, la Base de datos de formantes, el Multidiccionario, o la Nomenclatura de gestión universitaria), publicaciones (como los Criterios multilingües para la redacción de textos igualitarios, los Criterios multilingües para la redacción de textos corporativos de difusión general, el Manual de estilo universitario para la redacción de textos institucionales en inglés, o los Recursos de terminología), o la Biblioteca Virtual Joan Lluís Vives. Desde el programa de Lengua también se promueven cursos de idiomas en las universidades de la Red, así como un curso de introducción a la didáctica de la lengua como idioma extranjero, organizado con el Instituto Ramon Llull y la Academia Valenciana de la Lengua. Además, la Red Vives convoca y colabora con otras instituciones en la difusión de premios al uso del catalán en obras de investigación (Premio Cum Laude), en la búsqueda y promoción de la diversidad lingüística en el mundo (Premio Jesús Tuson y Concurso de (auto)biografías lingüísticas) y a la coedición de libros científicos en catalán.
El desarrollo de este programa corresponde a la Comisión de Lengua y a la Coordinadora de Estudios Universitarios de Filología Catalana.

Movilidad
El programa de Movilidad de la Red Vives ofrece ayudas a la comunidad universitaria para realizar estancias entre las universidades miembros de la Red. Las convocatorias de ayudas DRAC se dirigen a estudiantes, PAS y PDI. El objetivo del programa de ayudas DRAC es fomentar la movilidad académica de estos colectivos entre las universidades de la Red Vives.
El desarrollo de este programa corresponde al Grupo de Trabajo de Movilidad de la Red Vives de Universidades.

Premios y Ayudas
El programa de Premios y Ayudas de la Red Vives promueve el desarrollo académico y el reconocimiento a la labor investigadora en catalán de la comunidad universitaria, a través de distinciones propias o del apoyo a iniciativas de otras instituciones del territorio Vives. Las principales convocatorias son:
- Premio cum laude a las tesis doctorales de alto nivel escritas en catalán, en las modalidades de Humanidades, y de Derecho y Economía[8]
- Premio Jesús Tusón sobre diversidad lingüística
- Concurso de (auto)biografías lingüísticas
- Ayudas DRAC a la movilidad de estudiantes, PAS y PDI
- Premios Joan Lluís Vives a la edición universitaria
- Ayudas a la coedición de libros científicos en catalán
- Beca Segimon Serrallonga para la ampliación de estudios en el extranjero
- Premio AMIC de investigación en nuevos modelos de negocio para empresas de periodismo de proximidad
- Premio de investigación universitaria Prensa Comarcal

Programas Sénior
El programa Senior de la Red Vives apoya el intercambio de buenas prácticas, la formación y la coordinación entre las oficinas de programas para mayores de las universidades de la Red. Busca promover el aprendizaje permanente, con el objetivo de mejorar el desarrollo personal y la calidad de vida de las personas mayores.
El desarrollo de este programa corresponde al Grupo de Trabajo de Programas Senior. El plan de trabajo de este grupo integra la elaboración anual del Informe sobre los Programas Universitarios para Mayores y Aulas Senior de las Universidades, que presenta datos actualizados sobre la organización, sistemas de acceso, alumnos matriculados, profesores involucrados, oferta formativa y otras cuestiones relativas a los programas senior de las universidades de la Red Vives. Entre otras iniciativas, el Grupo de Trabajo también ha desarrollado el programa de innovación educativa ETHERIA, que ofrece cursos interuniversitarios dirigidos al colectivo senior (mayores de 55 años).

Publicaciones
El programa de Publicaciones de la Red Vives promueve la producción editorial de las universidades a través de convocatorias de premios y ayudas (como los Premios Joan Lluís Vives a la edición universitaria y las ayudas para la coedición de libros científicos en catalán), la librería electrónica e-buc.com y la participación en ferias de libros. El programa cuenta, además, con la elaboración de publicaciones propias de la Red Vives que proveen un cuerpo de conocimiento común y multidisciplinar a partir del trabajo conjunto de las 22 universidades miembro.
El desarrollo de este programa corresponde al Grupo de Trabajo de Publicaciones.

Investigación
El programa de Investigación tiene como objetivo transmitir de una manera abierta y transparente la investigación llevada a cabo en las universidades de la Red Vives y otros centros, para ponerla a disposición de la sociedad.

Relaciones Internacionales y Cooperación al Desarrollo
Mediante el programa de Relaciones Internacionales y Cooperación al Desarrollo, la Red Vives facilita a las universidades miembro el liderazgo y la coordinación ejecutiva de proyectos interuniversitarios de cooperación al desarrollo y la representación colectiva de las universidades en diferentes organizaciones internacionales. En el marco de este programa, la Red Vives impulsó entre los años 2013-2018 el proyecto de cooperación internacional Fisiáfrica, a través del cual más de 40 estudiantes de Mozambique y Gambia se graduaron de Fisioterapia, lo que permitió aumentar considerablemente el número de profesionales de este ámbito en los sistemas de salud de estos países.
El Programa Argelia Universidades (PAU) fue otro de los proyectos desarrollados en el ámbito de las Relaciones Internacionales y Cooperación al Desarrollo. Mediante el trabajo conjunto de la Red Vives de Universidades y la Conferencia Regional de Universidades del Oeste de Argelia (CRUO), el programa facilitó la integración y el reconocimiento del sistema universitario argelino dentro del arco mediterráneo, al tiempo que consolidó un marco de relaciones desde donde estructurar diferentes acciones y relaciones para la promoción de la investigación, la docencia, la sensibilización y la difusión del conocimiento aplicado al desarrollo entre las universidades de la Red Vives y las 16 instituciones de educación superior de la CRUO de Argelia.
Entre los años 2009 y 2012 se desarrolló Cultur Pro, un proyecto de formación enmarcado en el Programa España-Francia-Andorra de Cooperación Territorial Europea. Cultur Pro se convirtió en una herramienta para el desarrollo territorial integrado, mediante la cooperación y el intercambio de experiencias interregionales, y estuvo dirigido a profesionales que contemplaron la formación presencial a ambos lados de los Pirineos. Las acciones de Cultur Pro se centraron en cursos de lengua y cultura profesional francesa y catalana, y en módulos audiovisuales y virtuales de cultura profesional. Así, Cultur Pro reforzó la integración transfronteriza y fomentó la movilidad interregional.
El desarrollo del programa de Relaciones Internacionales y Cooperación al Desarrollo corresponde al Grupo de Trabajo de Cooperación al Desarrollo.

Síndicos de Agravios y Defensores Universitarios
El programa de Síndicos de Agravios y Defensores Universitarios tiene como objetivo compartir información y buenas prácticas entre los diversos representantes, tanto a nivel de dirección como técnico, en el marco del encuentro anual que organizan de manera rotatoria las universidades.

Universidades Saludables
El programa de Universidades Saludables y Sostenibles responde a la necesidad de las universidades de integrar, planificar y desarrollar un proyecto compartido de salud, desde el compromiso de articulación con las acciones y estrategias internas de cada universidad. El Grupo de Trabajo de Universidades Saludables, en el marco de su plan de trabajo, ha elaborado de forma colaborativa un Modelo Estratégico de Universidad Saludable y Sostenible de referencia para todas las universidades.

## Reconocimientos
- 2020: Medalla de Santa Lucía de la Ciudad de Morella
- 2019: Medalla de Honor de la Conferencia de Rectores de las Universidades Españolas
- 2017: Premio de la Asociación Catalana de Premsa Comarcal
- 2014: Gallardón extraordinario de Escola Valenciana
- 2004: Creu de Sant Jordi
- 2002: Premio del Patronato de Turismo de Morella
- 2002: Diploma de Gratitud de la Facultat de Agricultura de la Universidad de Pristina
- 1998: Premio El Temps de la Edicions Tres i Quatre
- 1997: Gallardón de Gaceta Universitaria
- 1995: Premio Gabriel Alomar